# Julius Ukrainczyk
 (juin 2014).
Si vous disposez d'ouvrages ou d'articles de référence ou si vous connaissez des sites web de qualité traitant du thème abordé ici, merci de compléter l'article en donnant les références utiles à sa vérifiabilité et en les liant à la section « Notes et références ».
Julius Ukrainczyk-Jules Duraincie, né le 3 avril 1910 à Varsovie, décédé le 27 janvier 1978 dans le 14e arrondissement de Paris, était l'un des plus grands agents de joueurs de football après la Seconde Guerre mondiale. 

## Biographie
D'origine polonaise, il a abord étudié à l'Université technique de Brno et est devenu journaliste sportif. Il s'installe en 1945 à Paris, où il ouvre un bureau en tant qu'agent de joueurs. Il sera à l'origine d'environ 5000 grands matches amicaux. Il gagne de l'argent et investit dans un centre équestre en France.
En 1953, il agit tant en son nom personnel qu'au nom de ses enfants mineurs : Pierre-Joseph-Max et André-Christian  pour changer son patronyme en Duraincie. Ce changement est accepté en 1958.